# Mélodie Vachon Boucher
Pour les articles homonymes, voir Vachon et Boucher.
Mélodie Vachon Boucher est une autrice de bande dessinée québécoise née à Princeville le 7 août 1982.

## Biographie
Mélodie Vachon Boucher naît à Princeville, où elle fait ses études secondaires, puis elle apprend le vitrail en France[Où ?][Quand ?] avant de s'installer à Montréal. Elle est titulaire d'un baccalauréat en beaux-arts[Quand ?] et d'un diplôme d'études supérieures spécialisées en design obtenus[Quand ?] auprès de l'Université Concordia. Elle exerce quelque temps comme « graphiste et enseignante à la pige » avant de suivre un atelier sur la bande dessinée.
En 2012, avec l'obtention d'une bourse, elle publie à compte d'auteur son premier ouvrage, Le meilleur a été découvert loin d'ici ; en 2017, Mécanique générale republie le livre. Il s'agit d'une introspection basée sur les souvenirs de l'autrice et écrite pendant une « retraite dans une abbaye »,. L'ouvrage remporte le Prix Marc-Olivier Lavertu remis par les étudiants et étudiantes en bande dessinée de l'École multidisciplinaire de l'image (Université du Québec en Outaouais). 
En 2016, elle signe Les trois carrés de chocolat chez Mécanique générale ; elle y évoque les viols dont elle a été victime et narre « ses blessures, sa résilience et sa guérison »,. Ce titre est récompensé par le Prix Réal-Fillion, qui distingue le premier album professionnel d'un auteur québécois ainsi que le prix Expozine dans la catégorie bande dessinée.
En auto-édition, elle publie en 2017 La Chamade et en 2018, de Nouneries : Ça saigne tu?. Ce dernier remporte le prix Expozine dans la catégorie bande dessinée. La même année, elle établit avec l'aide de Jimmy Beaulieu une nouvelle maison d'édition : Les Eaux Sauvages.

### Vie personnelle
Mélodie Vachon Boucher est mère de deux enfants, un fils et une fille.

## Œuvres personnelles
- Le meilleur a été découvert loin d'ici, autoédition, 2012 ; republié par Mécanique générale, 2017  (ISBN 9782922827859)
- Les trois carrés de chocolat, Mécanique Générale, 2016  (ISBN 978-2-922827-81-1)
- La Chamade, auto-édition, 2017  (ISBN 978-2-9813203-1-5)
- Nouneries : Ça saigne tu?, autoédition, 2018  (ISBN 978-2-9813203-3-9)